# إستراديول
إستراديول (بالإنجليزية: Estradiol) هو هرمون الجنس السائد في الإناث الذي يفرزه المبيضان، له دور مهم في تطوير الجهاز التناسلي الأنثوي، حيث يعد هرموناً أساسياً لتطور الرحم والمهبل والثدي. ويكون مستوى الهرمون منخفضاً في بداية الدورة الشهرية بينما يرتفع مستوى الإستراديول خلال النصف الأول من الدورة وعند وصول تركيز الإستراديول إلى مستوى كبير تفرز الغدة النخامية الهرمون المنشط للجسم الأصفر والذي يسبب نضج البويضة.